# 勾股容方

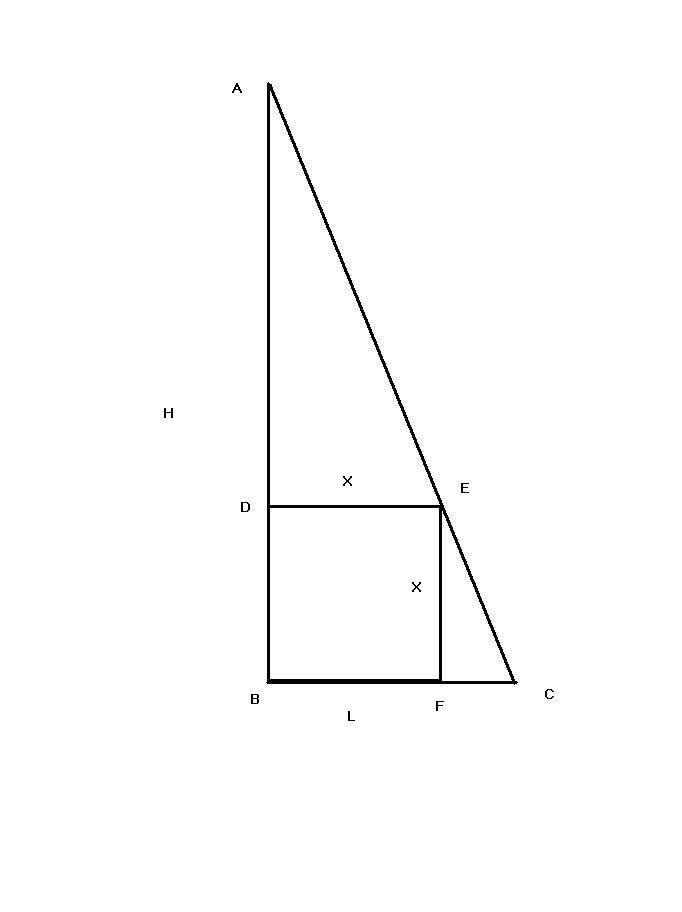
勾股容方

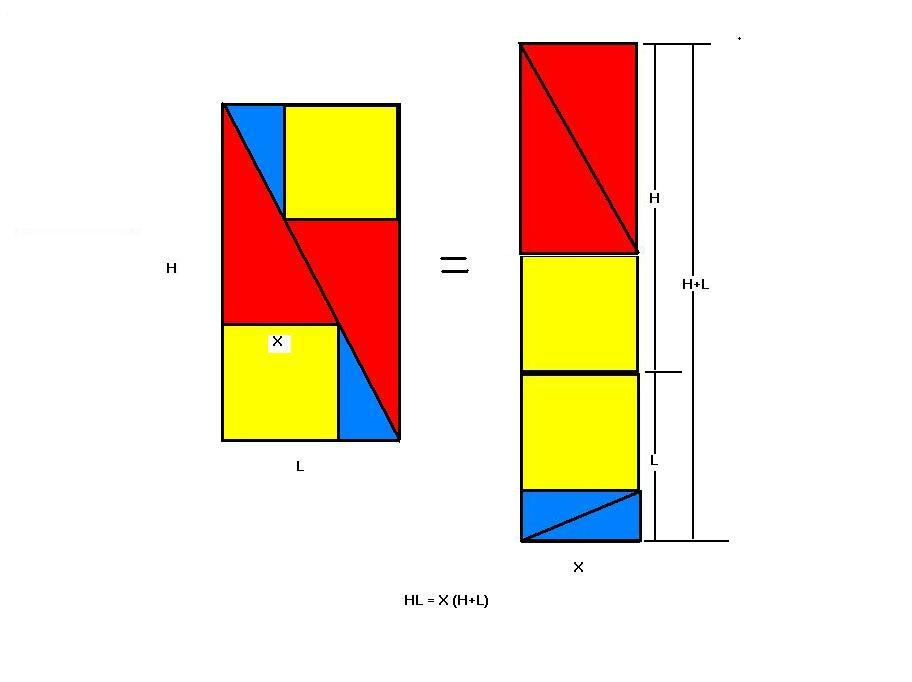
勾股容方几何解

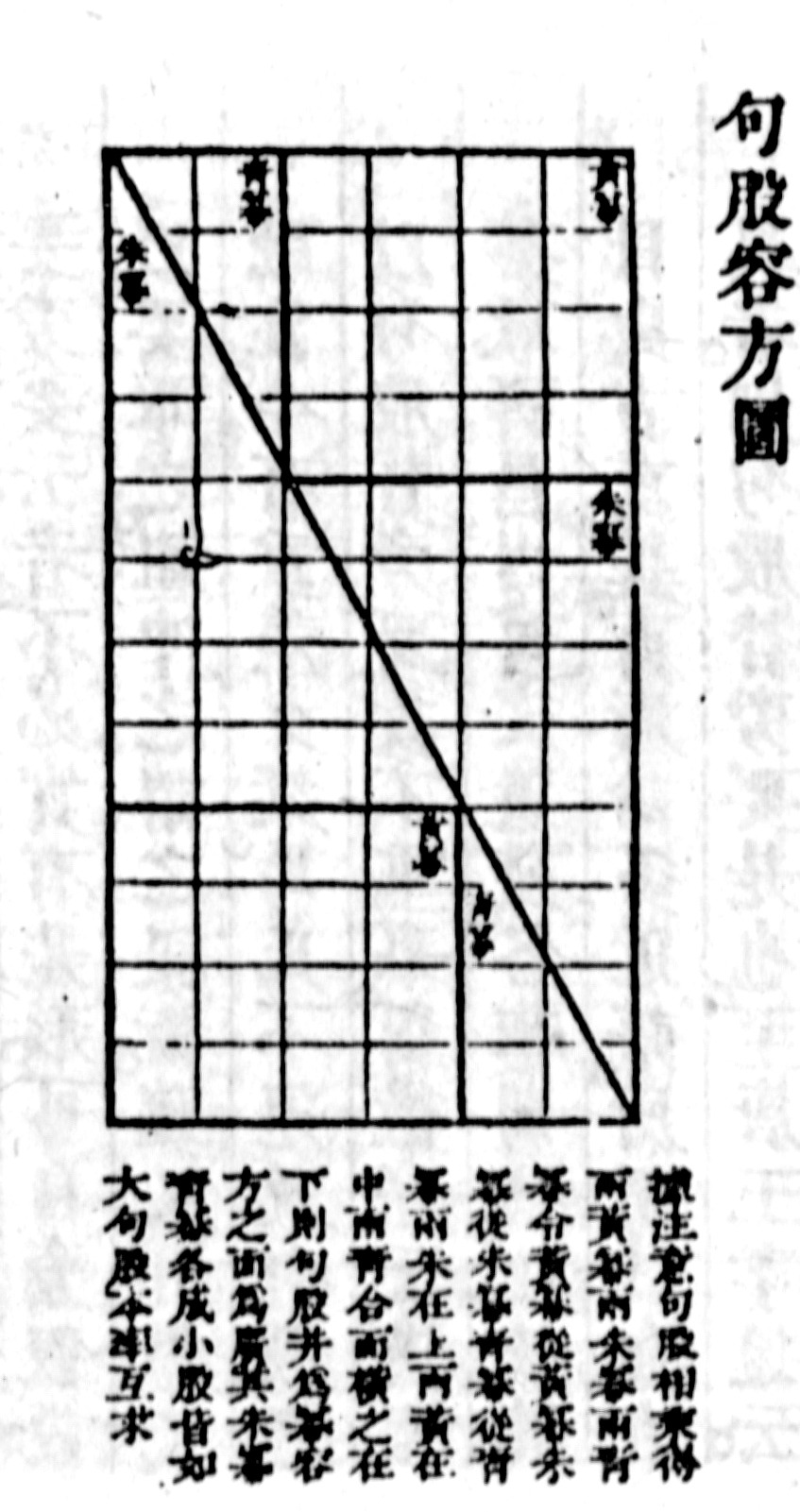
戴震 《句股容方图》

勾股容方是古代中国数学中的一个命题。出自《九章算术》第九卷《勾股》章第十五题。经三国时数学家刘徽论证，其后又经中国历代数学家研究和扩充为股中容直，勾中容横，由此产生一套具有中国传统数学特色的求解直角三角形几何学问题的方法，广泛用于在中国古代几何学和测量学。中国古代没有古希腊欧几里得几何学的平行线概念，采用容方、容横、容直概念，收到异曲同工的效用。
《九章算术》第九卷《勾股》章第十五题；“今有勾五步，股十二步，问勾中容方几何？答曰三步十七分步之九。术曰：并勾股为法，勾股相乘为实，实如法而一，得方一步。”如图直角三角形ABC中内接正方形DEFB。直角三角形高（股））H=AB，底长（勾）L=BC，正方形边长为X。答案：以勾5步、股12步之和为分母（并勾股为法）；以勾5步、股12步之积为分子（勾股相乘为实），得勾中容方之边长= 12x5/(12+5) = 60/17 = 3　9/17
刘徽为勾股容方的关系式，提供了两个证明，一个是利用出入相补原理，即利用几何图形在移动、转动时面积守恒，将几何图形重新排列，以求结果的方法。先将三角形ABC复制，倒置，和原三角形合併成为一个高为H、宽为L的长方形，如图。将两个邊長為X的正方形标以黄色，两个大直角三角形标以红色，两个小直角三角形标以青色。再将左图的两个黄色正方形、两个红色大直角三角形、两个青色小直角三角形，重新排列如右图。从出入相补，面积守恒原理，左图的面积和右图的面积相等。左图面积=HL， 右图面积=X(H+L)
HL = X(H+L)
由此得出勾股容方的关系式：
邊长 X = HL / (H+L)
刘徽的第二个证明，利用相似三角形比率不变原理。刘徽注曰：“幂图方在勾中，则方之两廉各自成小勾股，其相与之势，不失本率也”。
即内接正方形DEFB的两边DE,EF与直角三角形的三边，各自形成小的直角三角形，而这两个小直角三角形三边的比率，和原来大直角三角形的三边比率相同。刘徽从勾中容方中归纳出“不失本率”原理，即三个相似三角形比率相同。
AD : DE : AE = EF : FC : EC = AB : BC : AC
令股高为H，勾长为L，勾股容方的边长为X，根据不失本率原理，
(H-X) : X = H : L
HL - XL = HX
HX + XL = HL
得勾股容方关系式　　　Ｘ＝ＨＬ／（Ｈ＋Ｌ）

## 股中容直
勾中容方可以转变为股中容直

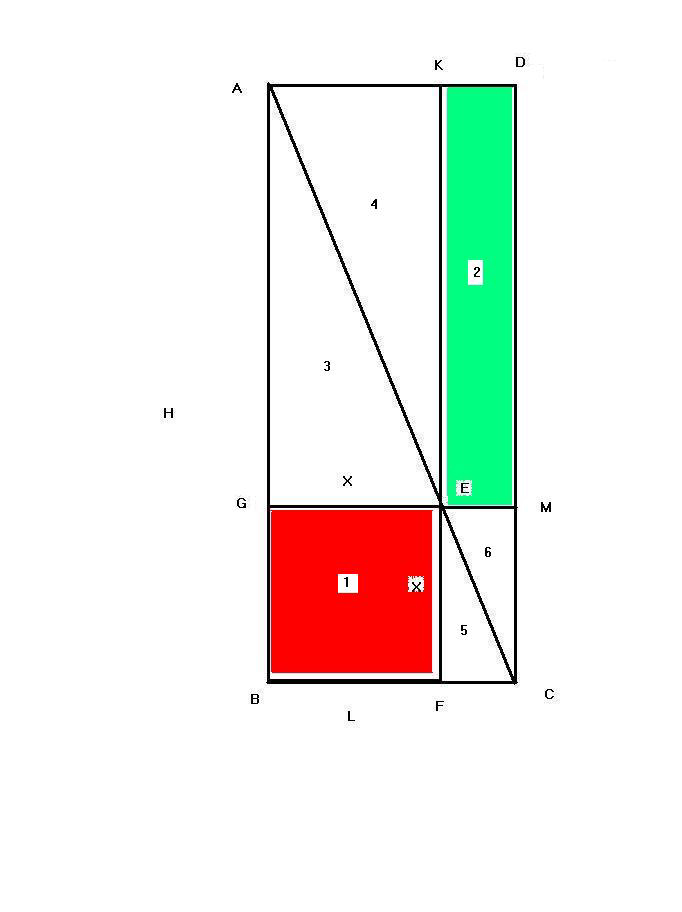
勾中容方 股中容直

将三角形ABC倒置，与之重叠成长方形ABCD 如图；其次从勾中容方接触点E画水平线EM，垂直线EK，与长方形的边相交，如图，三角形ACD内接长方形KDME，构成股中容直。
图中三角形ABC中内接红色正方形１，三角形ADC中内接綠色长方形２。
中国古代数学中的一条定理，“勾中容方与股中容直，其积必等”由此而来。
由於三角形ABC相等三角形ADC，而三角形３＝三角形４；三角形５＝三角形６；所以從三角形ABC中减去三角形３，三角形５，剩下的正方形１，必然等於從三角形ADC中减去三角形４和三角形６後，所剩餘的长方形２。
即：
三角形ABC＝正方形１＋三角形３＋三角形５
三角形ADC＝长方形２＋三角形４＋三角形６
因為　三角形ABC＝三角形ADC
所以　正方形１＋三角形３＋三角形５＝长方形２＋三角形４＋三角形６
又因　三角形３＝三角形４
　　　三角形５＝三角形６
所以　正方形１＝长方形２
如以 X代表正方形边长，H代表股高，L代表勾长
得勾股容方的另一关系式：
{\displaystyle X^{2}}  = (H-X) (L-X)
这个关系式和关系式 X = HL / (H+L) 等价；
{\displaystyle X^{2}}  = HL - HX - LX + {\displaystyle X^{2}}
由此得出 X = HL / (H+L) 

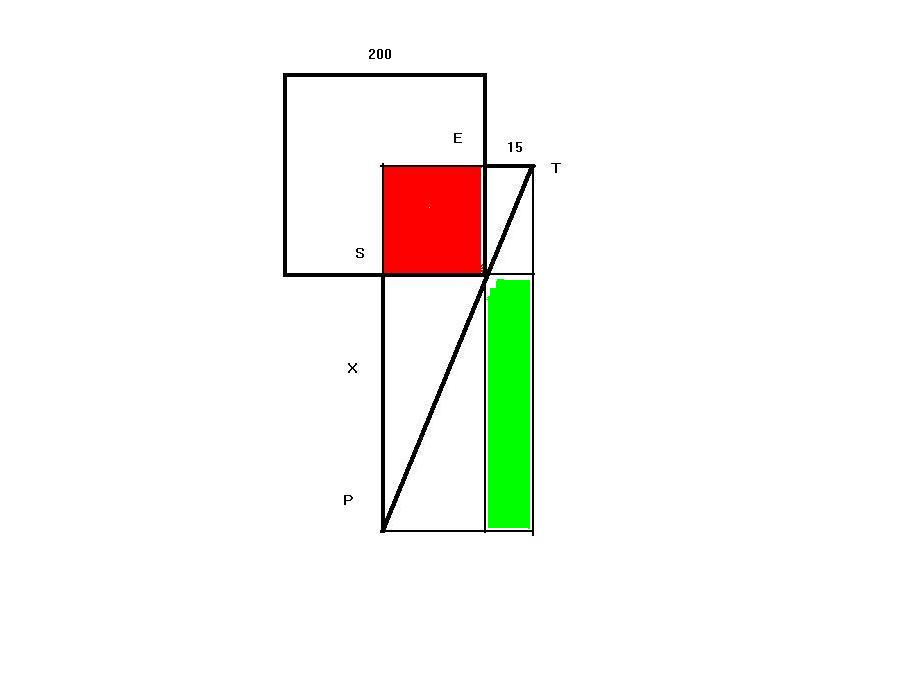
今有邑方二百里各中开门

《九章算术》第九卷勾股章第十七题：“今有邑，方二百步，各中开门。出东门十五步有木，问出南门几何步而见木？答曰：六百六十六步太半步。”
如图，方城宽200步，出东门15步有一棵树T，出南门X步到P点看到树，求X.
根据上列“勾中容方与股中容直，其积必等”定理，可得
15 * X = 100 x 100 步
X = 10000 / 15 = 666.6 步

## 勾中容横

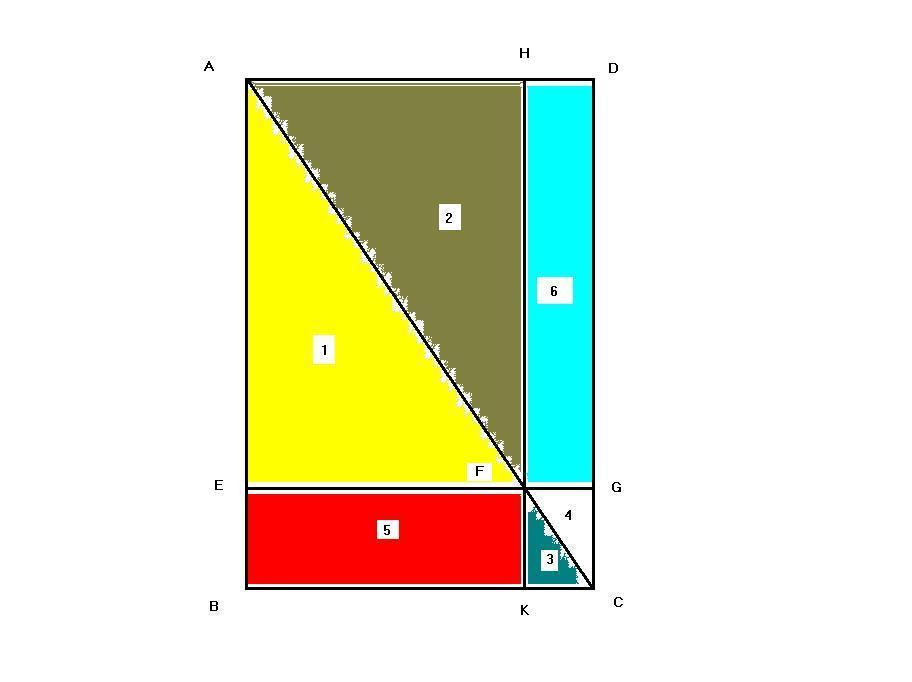
勾中容横 股中容直

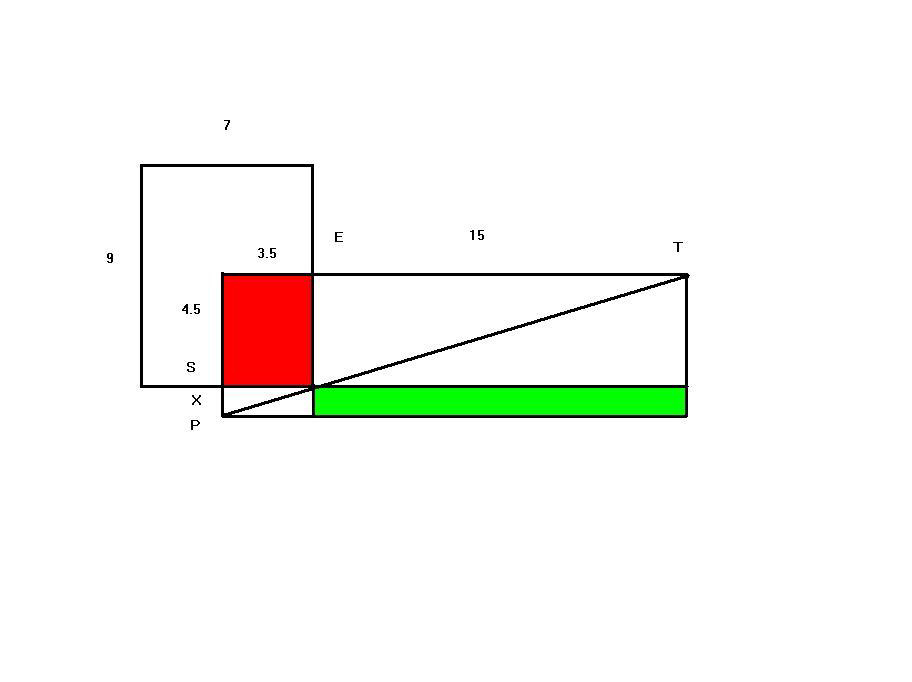
今有邑，东西七里，南北九里，各开中门

再推广一步，图中三角形ABC中内接红色横长方形５，三角形ADC有内接长方形６。“勾中容横，股中容直，二积皆等”。
由于三角形ABC相等三角形ADC，而三角形１＝三角形２；三角形３＝三角形４；所以从三角形ABC中减去三角形１，三角形３，剩下的长方形５必然等于三角形ADC减去三角形２，三角形４后，所剩余的长方形６。
又因；长方形５＋三角形３＋三角形４＝长方形６＋三角形４＋三角形３
即　长方形EBCG ＝ 长方形HDCK
所以　EB x BC = FG x AB
又因；长方形５＋三角形１＋三角形２＝长方形６＋三角形１＋三角形２
即　长方形AHKB ＝ 长方形ADGE
所以　EF x AB = AE x EG
《九章算术》第九卷第十八題：“今有邑，东西七里，南北九里，各中开门。出东门十五里有木，问出南门几何步而见木？答曰：三百一十五步。”
用勾中容横与股中容直，其积必等定理
得　15X = 3.5 x 4.5 
　　　X = 3.5 x 4.5 / 15 = 1.05 里 = 1.05 x 300 = 315 步

## 薄透镜成像

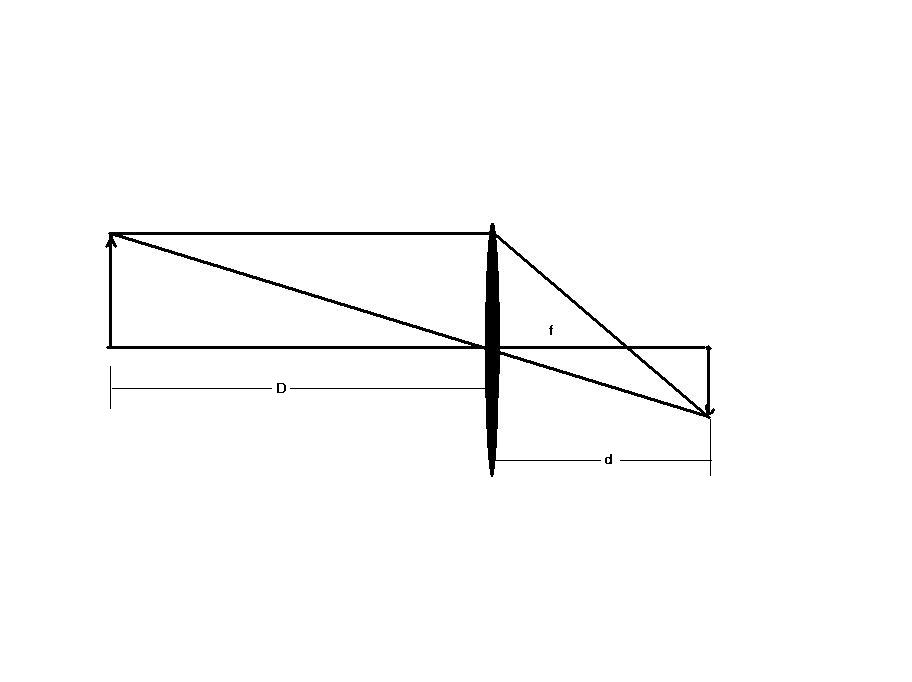
薄透镜成像

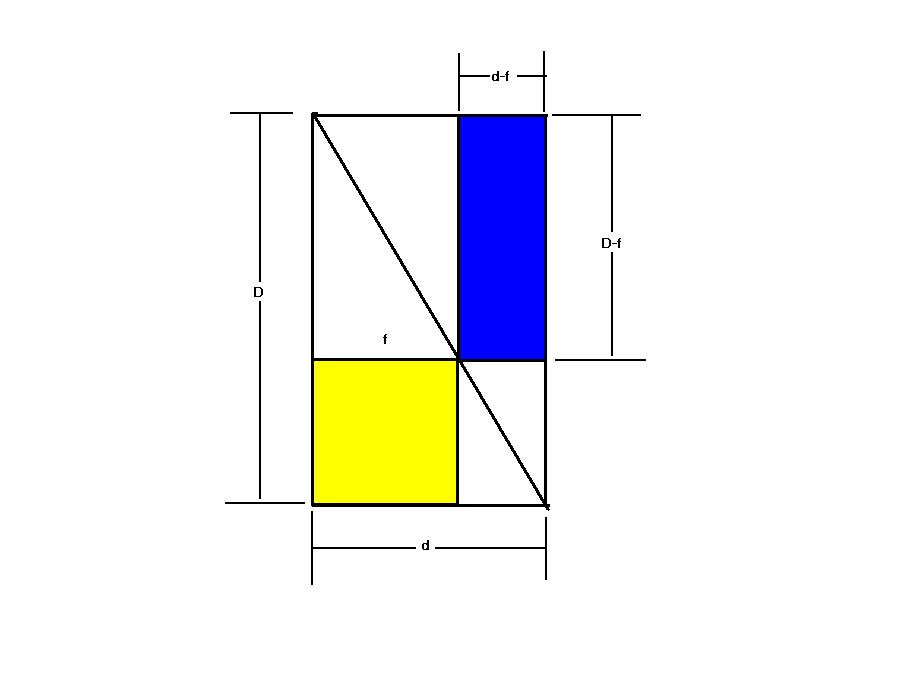
牛顿透镜成像公式的勾股容方

薄透镜成像的规律（包括牛顿透镜成像公式）蕴含着勾股容方的关系式。加拿大科学家Harold Merklinger所著的关于摄影机镜头景深的书籍，封面上正是一幅“勾股容方”图
如图物距为D，像距为d，透镜焦点为f，
透镜成像公式：　1/f = 1/D + 1/d = (D+d) / Dd
即　　　f = Dd / (D+d)
这恰恰是勾股容方的关系式，即勾d，股D，容方长为f．
从勾中容方，股中容直，其积相等原理，可知图中黄色正方形的面积＝藍色长方形的面积，
　(D-f) (d-f) = f*f
这正是著名的牛顿透镜成像公式。